# Antoine Laurent Apollinaire Fée
Antoine Laurent Apollinaire Fée (ur. 7 listopada 1789 w Ardentes, zm. 21 maja 1874 w Paryżu) – francuski  botanik i mykolog. 

## Życiorys
Podczas kampanii Napoleona w Hiszpanii służył w armii jako sanitariusz, potem założył w Paryżu aptekę. Uczył się zawodu w Strasburgu, uzyskując dyplom w 1815 r. W 1823 r. poznał botanika Christiaana Hendrika Persoona i znalazł się pod jego silnym wpływem. W 1824 r. został pełnoprawnym członkiem Akademii Medycznej. Od 1825 roku  pracował jako profesor w szpitalu wojskowym w Val de Grasse. 14 maja 1833 r. uzyskał tytuł doktora nauk medycznych i został instruktorem w szpitalu akademickim w Strasburgu. Był także odpowiedzialny za ogród botaniczny w tym mieście. Gdy zajęli go Austriacy, Fée udał się do Paryża. W 1874 r. został wybrany na prezesa Francuskiego Towarzystwa Botanicznego.

## Praca naukowa
Był autorem prac z zakresu botaniki, mykologii, farmakologii praktycznej i historycznej, darwinizmu, a także regionów Europy. Był specjalistą od roślin kryptogamicznych. Zajmował się paprociami, porostami i grzybami. Opublikował 7-tomową serię Essai sur les Cryptogames de écorces exotiques officinales (Esej o roślinach kryptogamicznych, których kora ma własności lecznicze). Fée skupiał się głównie na roślinach tropikalnych i leczniczych. W 1830 r. napisał recenzję Systema naturae i biografię jej autora, Karola Linneusza. Omówił także wczesnych botaników i ich prace w zakresie systematyki roślin.
Opisał nowe gatunki roślin i grzybów. W naukowych nazwach utworzonych przez niego taksonów dodawane jest jego nazwisko Fée.